# Lysiteles excultus
Lysiteles excultus là một loài nhện trong họ Thomisidae.
Loài này thuộc chi Lysiteles. Lysiteles excultus được Octavius Pickard-Cambridge miêu tả năm 1885.